# Ниёзов, Боймухамад
Боймухаммад Ниёзов (1927, Худжанд — 2 февраля 2009, там же) — советский и таджикский музыкант, исполнитель традиционной таджикской музыки шашмаком, музыкальный педагог. На родине назывался «королём шашмакома». Народный артист Таджикистана (1999).

## Биография
На протяжении всей жизни занимался исполнением и изучением шашмакома. Преподавал основы шашмакома в Институте искусств имени Мирзо Турсунзода в Душанбе, затем вернулся в Худжанд, где создал совместно со своим учеником Джурабеком Муродовым  ансамбль шашмакомистов «Нури Худжанд» и продолжил преподавать искусство шашмакома на факультете искусства Худжандского университета в Согдийской области. Имел учёное звание профессора и звание Народного артиста Таджикистана (1999).
Неоднократно давал открытые уроки шашмакома в Национальной консерватории Таджикистана. Его внучка Тахмина Ниёзова также является популярной в стране исполнительницей шашмакома.